# Magyarország halfajainak listája
Ez a Magyarország területén élő halfajok listája. Jelenlegi listánkon 90 faj szerepel

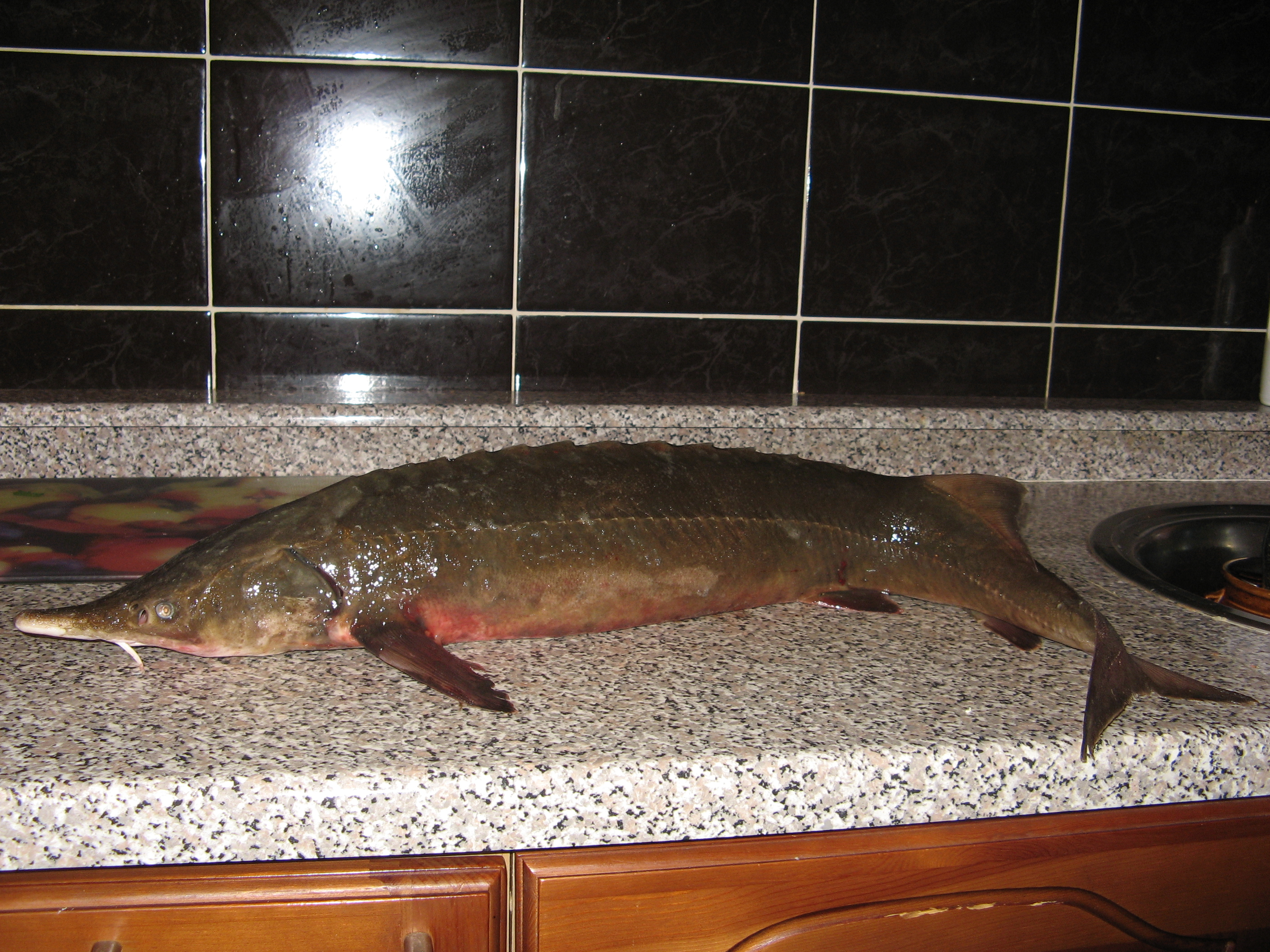
Szibériai tok

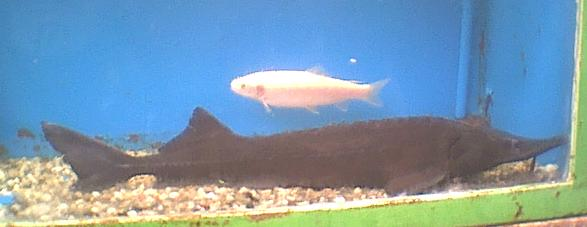
Kecsege

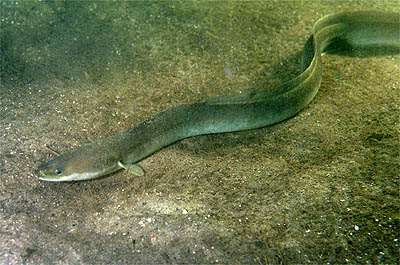
Angolna

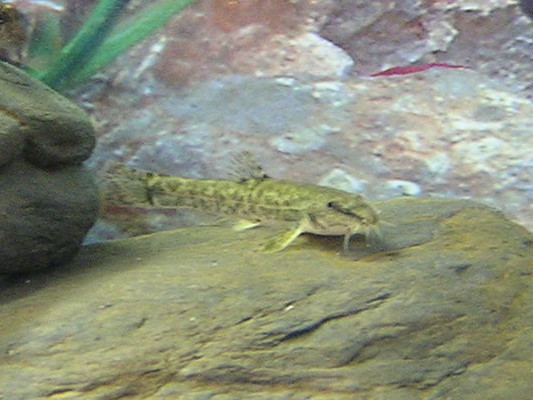
Kövi csík

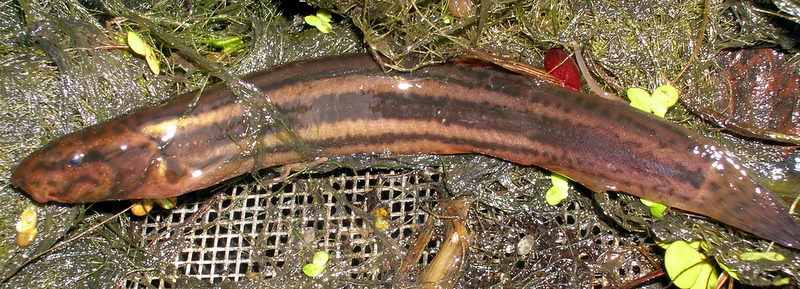
Réti csík

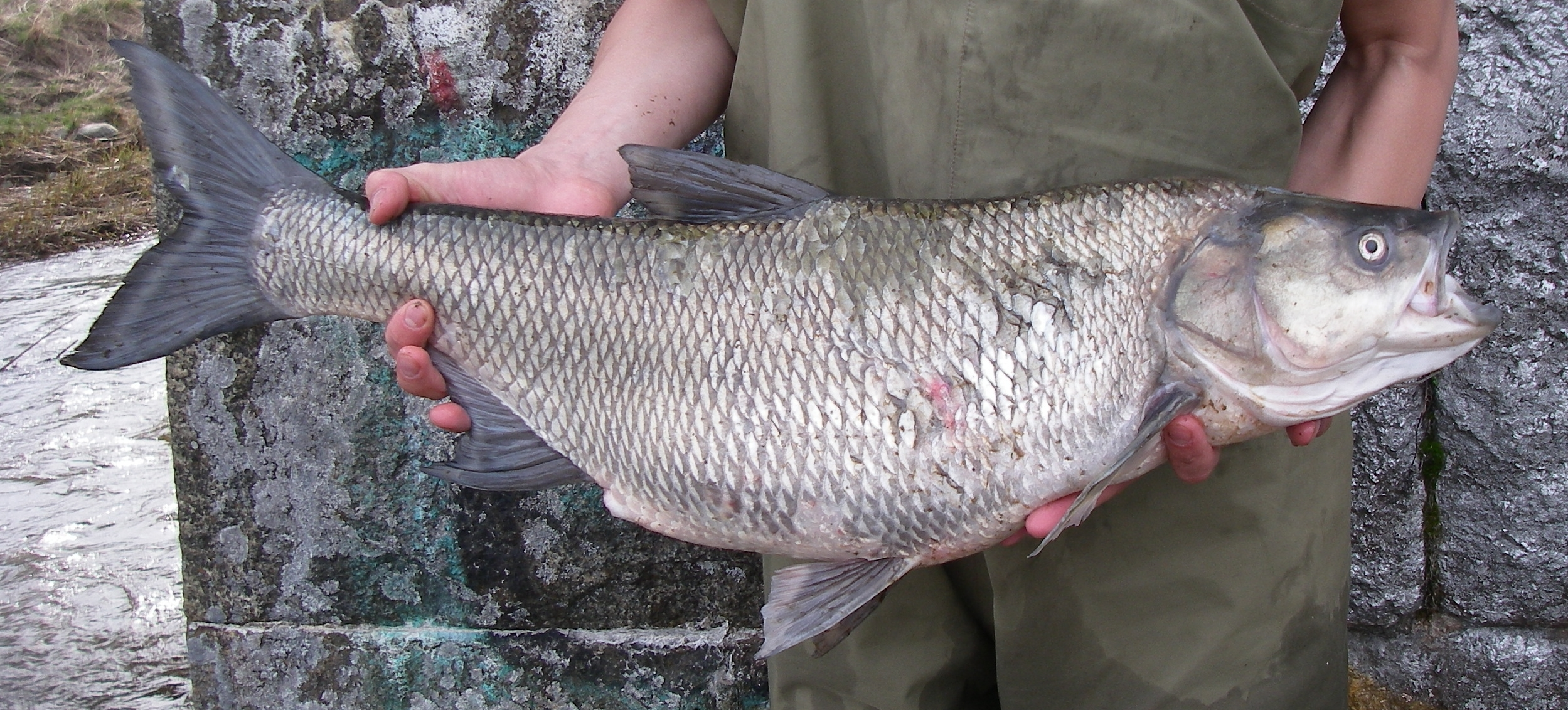
Balin

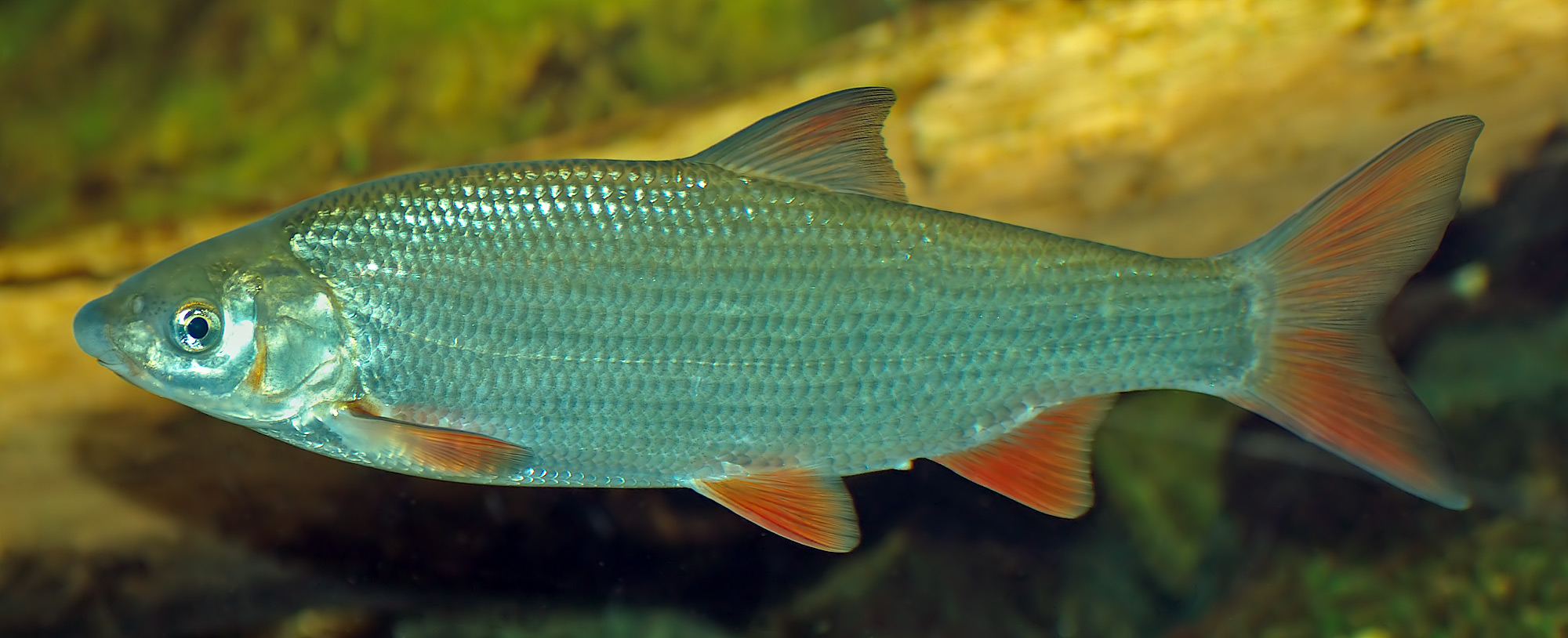
Paduc

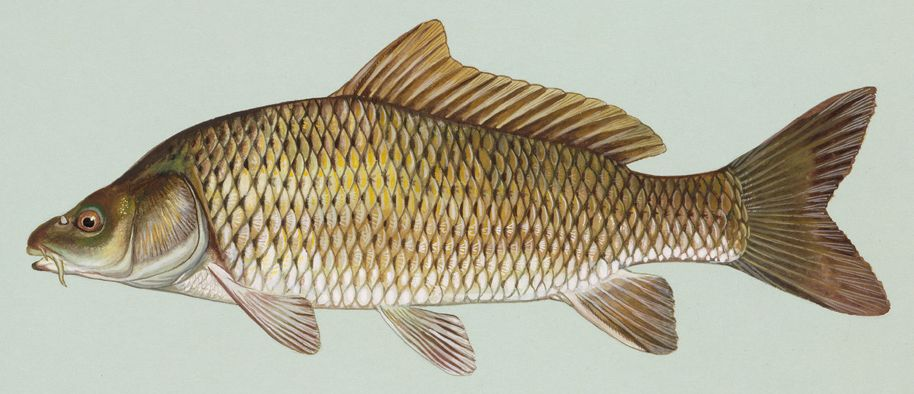
Ponty

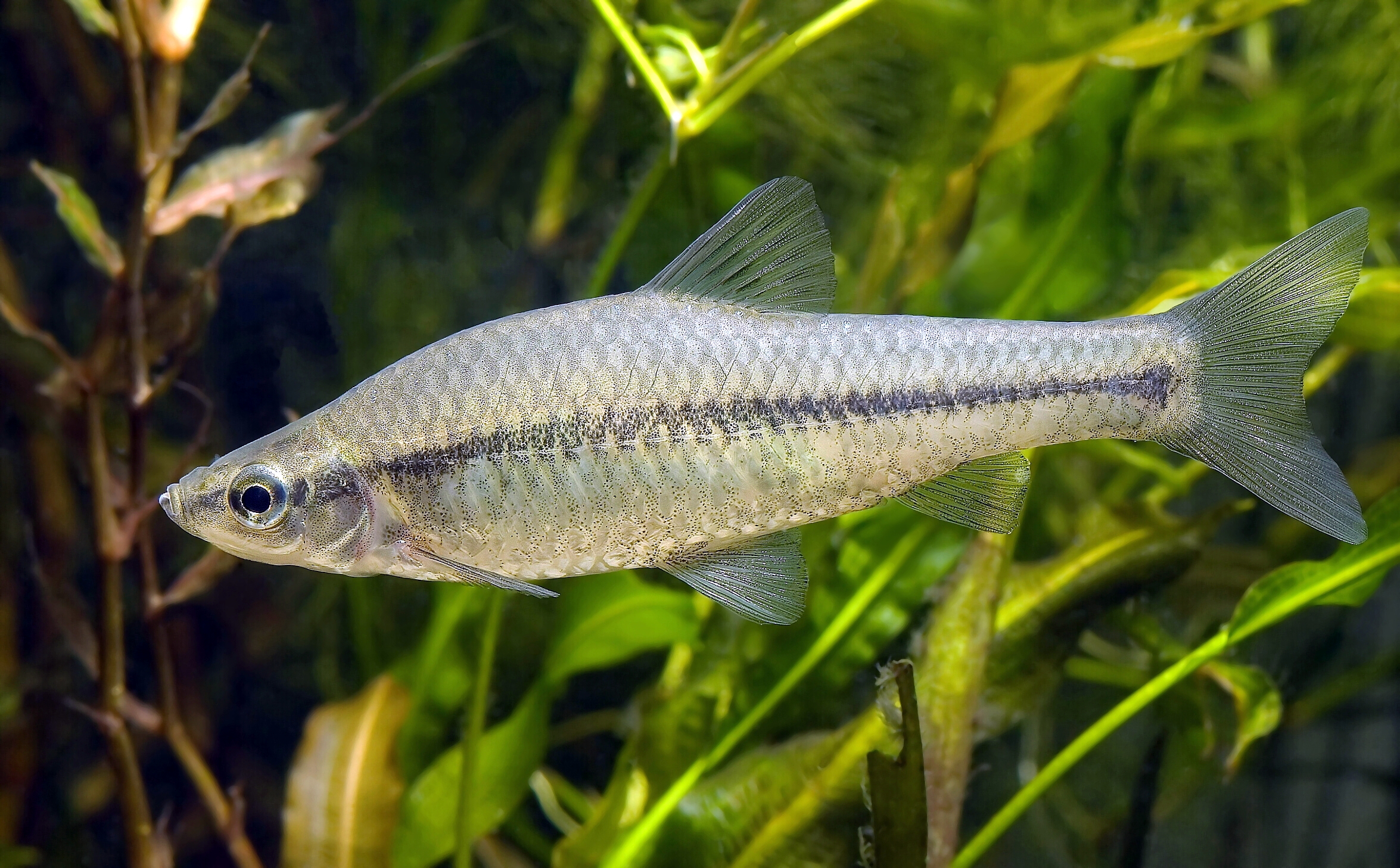
Kínai razbóra

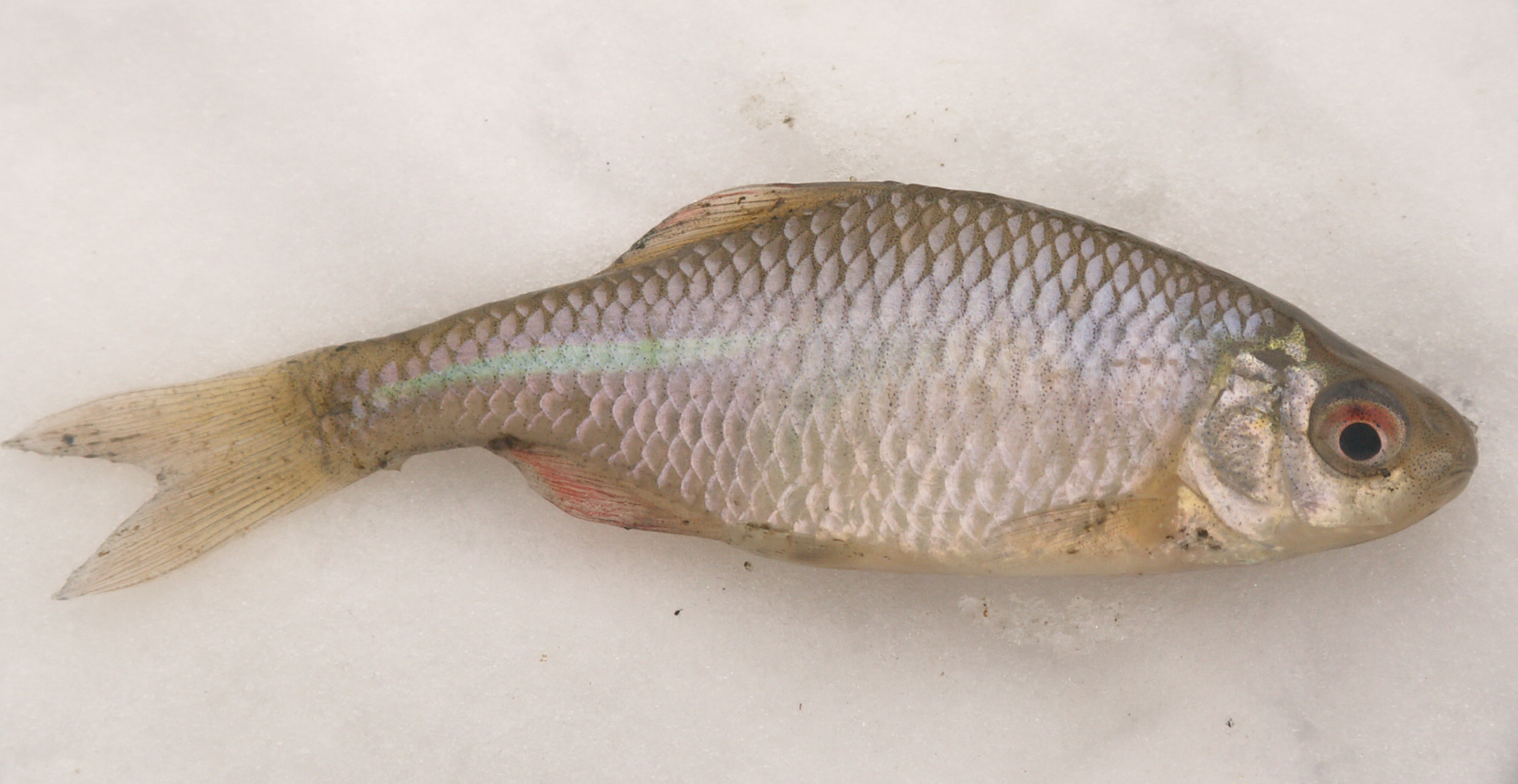
Szivárványos ökle

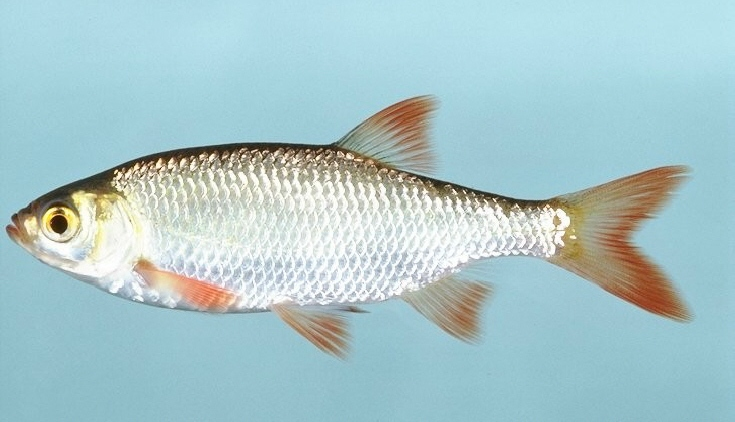
Vörösszárnyú keszeg

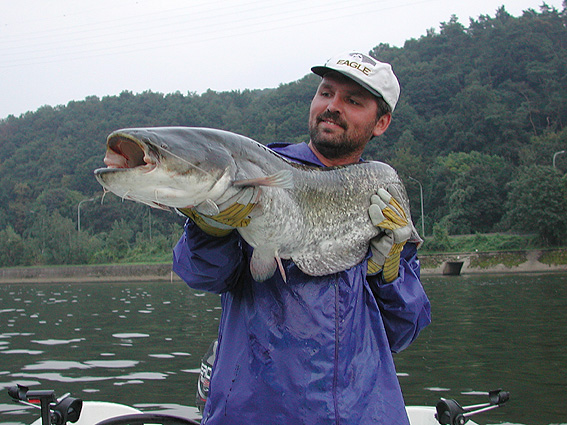
Harcsa

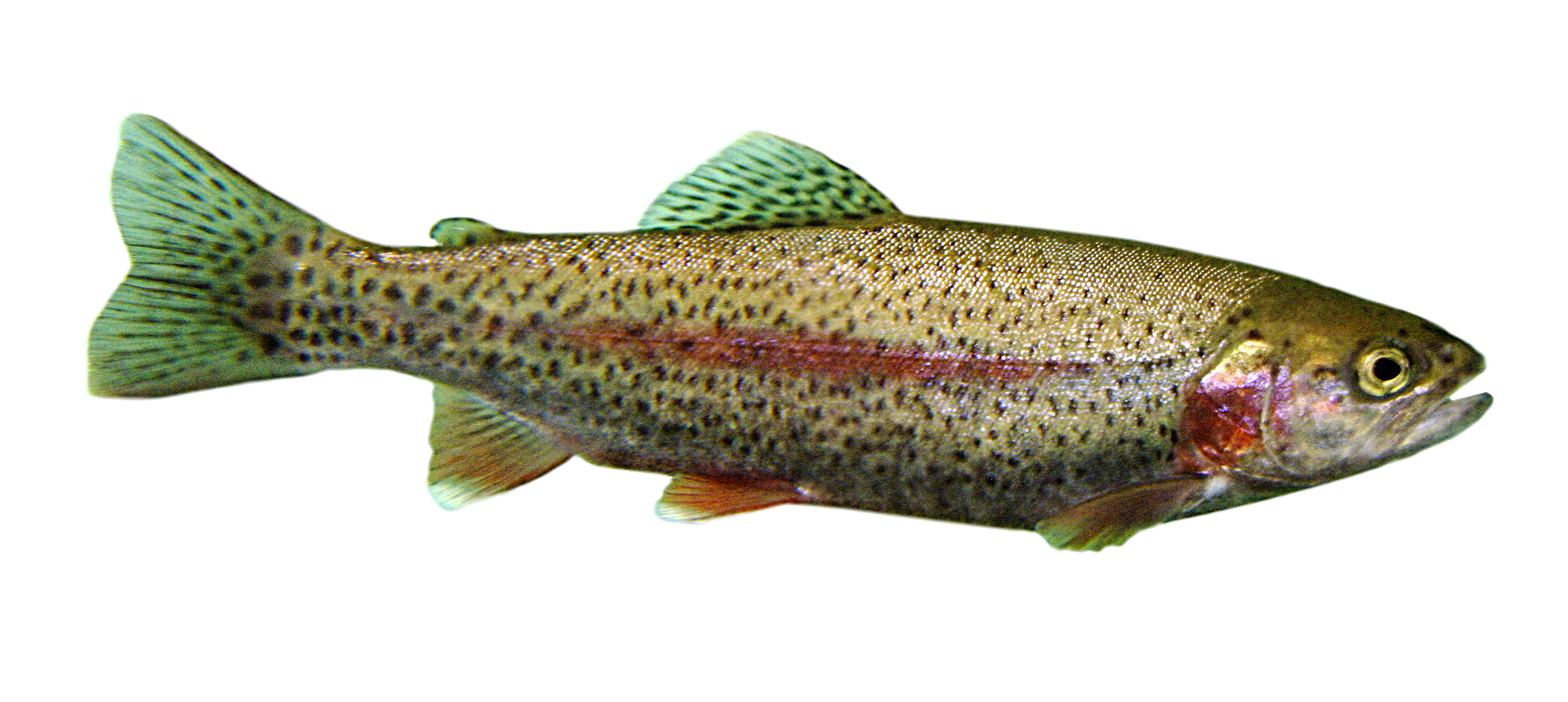
Szivárványos pisztráng

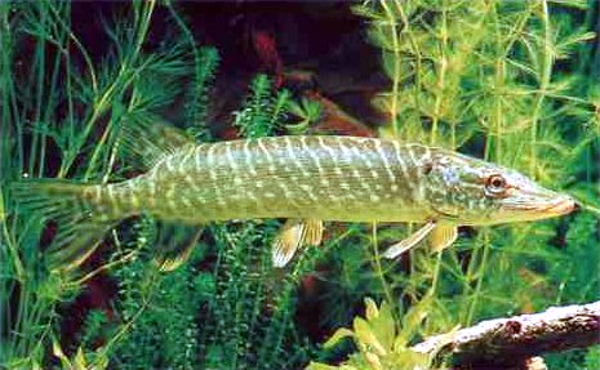
Csuka

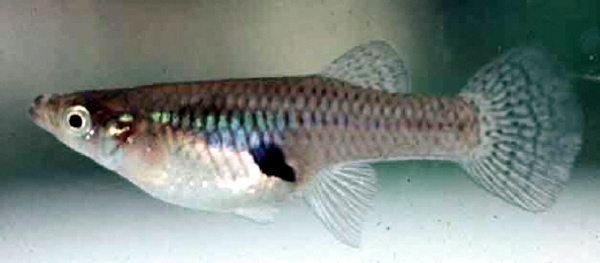
Szúnyogirtó fogasponty

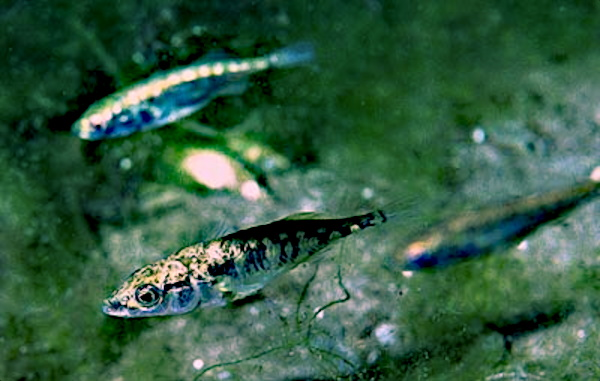
Tüskés pikó

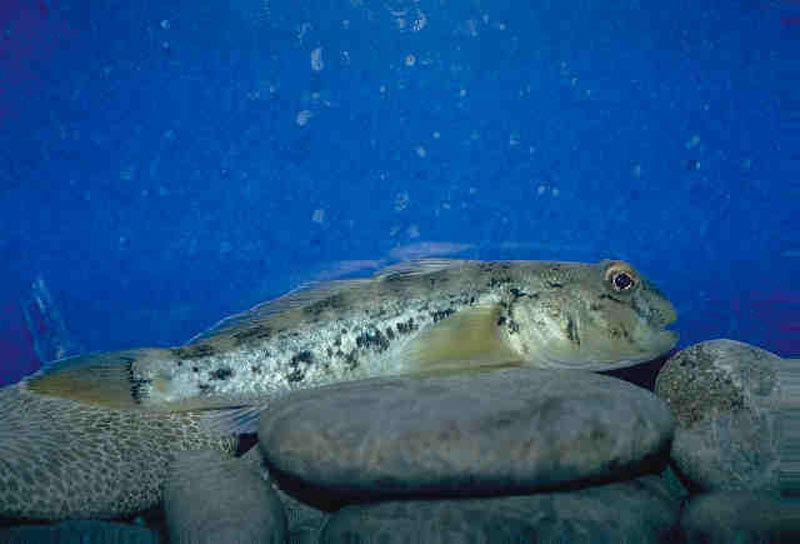
Feketeszájú géb

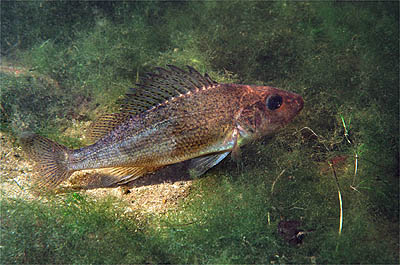
Vágó durbincs

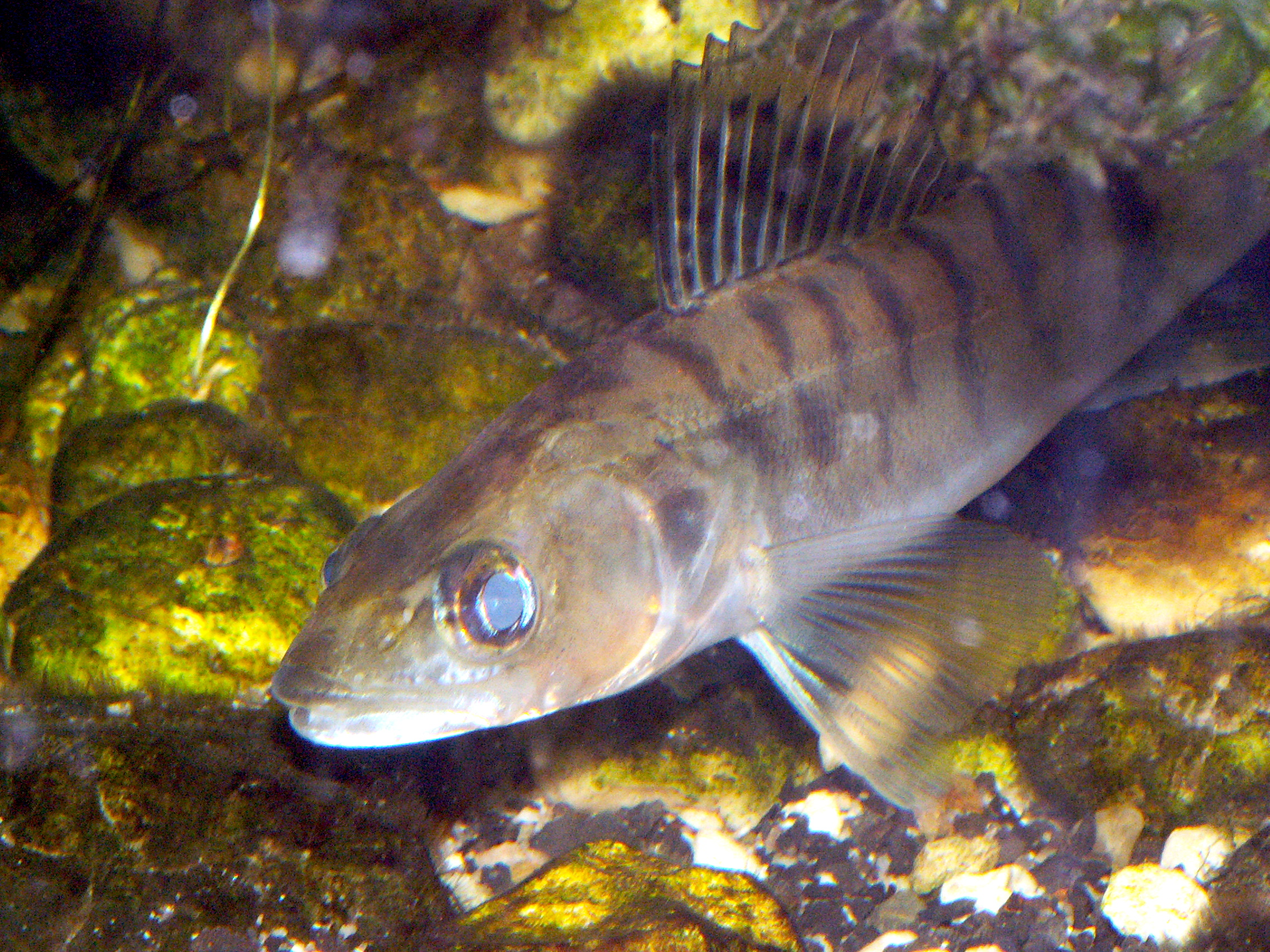
Fogassüllő

- Rend: ingolaalakúak (Petromyzontiformes) – 2 faj 
  - Család: ingolafélék (Petromyzontidae)
    - tiszai ingola (Eudontomyzon danfordi)
    - dunai ingola (Eudontomyzon mariae)

- Rend: tokalakúak (Acipenseriformes) – 5 + 1 faj 
  - Család: valódi tokfélék (Acipenseridae)
    - vágó tok (Acipenser gueldenstaedtii)
    - sima tok (Acipenser nudiventris)
    - kecsege (Acipenser ruthenus)
    - sőregtok (Acipenser stellatus)
    - viza (Huso huso)
    - szibériai tok (Acipenser baeri)

- Rend: angolnaalakúak (Anguilliformes) – 1 faj 
  - Család: angolnafélék (Anguillidae)
    - angolna (Anguilla anguilla)

- Rend: heringfélék (Clupeidae) – 1 faj 
  - Család: heringfélék (Clupeidae)
    - dunai hering (Alosa pontica)

- Rend: pontyalakúak (Cypriniformes) – 41 faj 
  - Család: csíkfélék (Cobitidae)
    - kövi csík (Barbatula barbatula)
    - vágó csík (Cobitis taenia) vagy (Cobitis elongatoides)
    - réti csík (Misgurnus fossilis)
    - kőfúró csík (Sabanejewia aurata)

  - Család: pontyfélék (Cyprinidae)
    - lapos keszeg (Abramis ballerus)
    - dévérkeszeg (Abramis brama)
    - bagolykeszeg (Abramis sapa)
    - karikakeszeg (Blicca bjoerkna) vagy (Abramis bjoerkna)
    - sujtásos küsz (Alburnoides bipunctatus)
    - szélhajtó küsz (Alburnus alburnus)
    - állas küsz (Alburnus mento)
    - balin (Aspius aspius)
    - márna (Barbus barbus)
    - petényi-márna (Barbus peloponnesius)
    - ezüstkárász (Carassius auratus)
    - aranykárász (Carassius carassius)
    - paduc (Chondrostoma nasus)
    - amur (Ctenopharyngodon idella)
    - ponty (Cyprinus carpio)
    - fenékjáró küllő (Gobio gobio)
    - homoki küllő (Gobio  kessleri)
    - felpillantó küllő (Gobio uranoscopus )
    - halványfoltú küllő (Romanogobio albipinnatus)
    - fehér busa (Hypophthalmichtys molitrix)
    - pettyes busa (Hypophthalmichtys nobilis)
    - kurta baing (Leucaspius delineatus)
    - fejes domolykó (Leuciscus cephalus)
    - jászkeszeg (Leuciscus idus)
    - nyúldomolykó (Leuciscus leuciscus)
    - vaskos csabak (Leuciscus souffia)
    - fekete amur (Mylopharyngodon piceus)
    - garda (Pelecus cultratus)
    - fürge cselle (Phoxinus phoxinus)
    - kínai razbóra (Pseudorasbora parva)
    - szivárványos ökle (Rhodeus sericeus)
    - gyöngyös koncér (Rutilus frisii)
    - leánykoncér (Rutilus pigus)
    - bodorka (Rutilus rutilus)
    - vörösszárnyú keszeg (Scardinius erythrophthalmus)
    - compó (Tinca tinca)
    - szilvaorrú keszeg (Vimba vimba)

- Rend: harcsaalakúak (Siluriformes) – 5 faj 
  - Család: harcsafélék (Siluridae)
    - európai harcsa (Silurus glanis)

  - Család: zacskósharcsafélék (Clariidae)
    - afrikai harcsa (Clarias gariepinus)

  - Család: törpeharcsafélék (Ictaluridae)
    - fekete törpeharcsa (Ameiurus melas)
    - törpeharcsa (Ameiurus nebulosus)
    - pettyes harcsa (Ictalurus punctatus)

- Rend: lazacalakúak (Salmoniformes) – 7 faj 
  - Család: lazacfélék (Salmonidae)
    - törpemaréna (Coregonus albula)
    - nagy maréna (Coregonus lavaretus)
    - dunai galóca (Hucho hucho)
    - szivárványos pisztráng (Oncorhynchus mykiss)
    - sebes pisztráng (Salmo trutta fario)
    - pataki szajbling (Salvelinus fontinalis)
    - pénzes pér (Thymallus thymallus)

- Rend: csukaalakúak (Esociformes) – 2 faj 
  - Család: csukafélék (Esocidae)
    - csuka (Esox lucius)

  - Család: pócfélék (Umbridae)
    - lápi póc (Umbra krameri)

- Rend: tőkehalalakúak (Gadiformes) – 1 faj 
  - Család: tőkehalfélék (Gadidae)
    - menyhal (Lota lota)

- Rend: fogaspontyalakúak (Cyprinodontiformes) – 1 faj 
  - Család: fogaspontyfélék (Poecilidae)
    - szúnyogirtó fogasponty (Gambusia affinis)
    - Szivárványos guppi (Poecilia reticulata)

- Rend: pikóalakúak (Gasterosteiformes) – 1 faj 
  - Család: pikófélék (Gasterosteidae)
    - tüskés pikó (Gasterosteus aculeatus)

- Rend: sügéralakúak (Perciformes) – 18 faj 
  - Család: Bölcsőszájúhal-félék
    - szivárványsügér (Archocentrus multispinosus) vagy (Herotilapia multispinosa)

  - Család: gébfélék (Gobiidae)
    - folyami géb (Neogobius fluviatilis)
    - csupasztorkú géb (Neogobius gymnotrachelus)
    - kessler géb (Neogobius kessleri)
    - feketeszájú géb (Neogobius melanostomus)
    - szirman géb (Neogobius syrman)
    - tarka géb (Proterorhinus marmoratus)

  - Család: alvógébfélék (Odontobutidae)
    - amurgéb (Perccottus glenii)

  - Család: sügérfélék (Percidae)
    - széles durbincs (Gymnocephalus baloni)
    - vágó durbincs (Gymnocephalus cernuus)
    - selymes durbincs (Gymnocephalus schraetzer)
    - csapósügér (Perca fluviatilis)
    - süllő (Sander lucioperca)
    - kősüllő (Sander volgensis)
    - német bucó (Zingel streber)
    - magyar bucó (Zingel zingel)

  - Család: díszsügérfélék (Centrarchidae) – 2 faj
    - naphal (Lepomis gibbosus)
    - pisztrángsügér (Micropterus salmoides)

- Rend: skorpióhal-alakúak (Scorpaeniformes) – 2 faj 
  - Család: kölöntefélék (Cottidae)
    - botos kölönte (Cottus gobio)
    - cifra kölönte (Cottus poecilopus)

## Lásd még
- Balatoni halfajok listája
- Magyarország halfajai az iNaturaliston

## Ajánlott irodalom
- Pintér Károly. Magyarország halai. Akadémiai kiadó (1989). ISBN 9789630578318[halott link]
- Harka Ákos. Halaink. Természet és Környezetvédő Tanárok Egyesülete. Budapest (1997)
- Harka Ákos-Sallai Zoltán. Magyarország halfaunája. Nimfea T. E.,Szarvas,. ISDN: 963864753 (2004)
- Papp László. Zootaxonómia. Állatorvostudományi Egyetem, Budapest – egységes jegyzet – (1996). ISBN 9631805433
- Soltész Kálmán. A harcsafogás trükkjei [archivált változat]. Szerzői Kiadás Pécs (1994). ISBN 963450 510 4. Hozzáférés ideje: 2010. augusztus 19. [archiválás ideje: 2011. május 13.]